# Elo Edema Edeferioka
Elo Edema Edeferioka (née le 10 avril 1993 à Warri) est une joueuse nigériane de basket-ball. 

## Carrière
Elle est membre de l'équipe du Nigeria de basket-ball féminin et a participé au Championnat d'Afrique de basket-ball féminin 2015 et à la Coupe du monde féminine de basket-ball 2018.

### Club
- 2017-18 :  Real Club Celta Vigo

## Palmarès
- Médaille de bronze au championnat d'Afrique 2015
- Médaille d'or au championnat d'Afrique 2019